# Devoradores de hombres de Tsavo

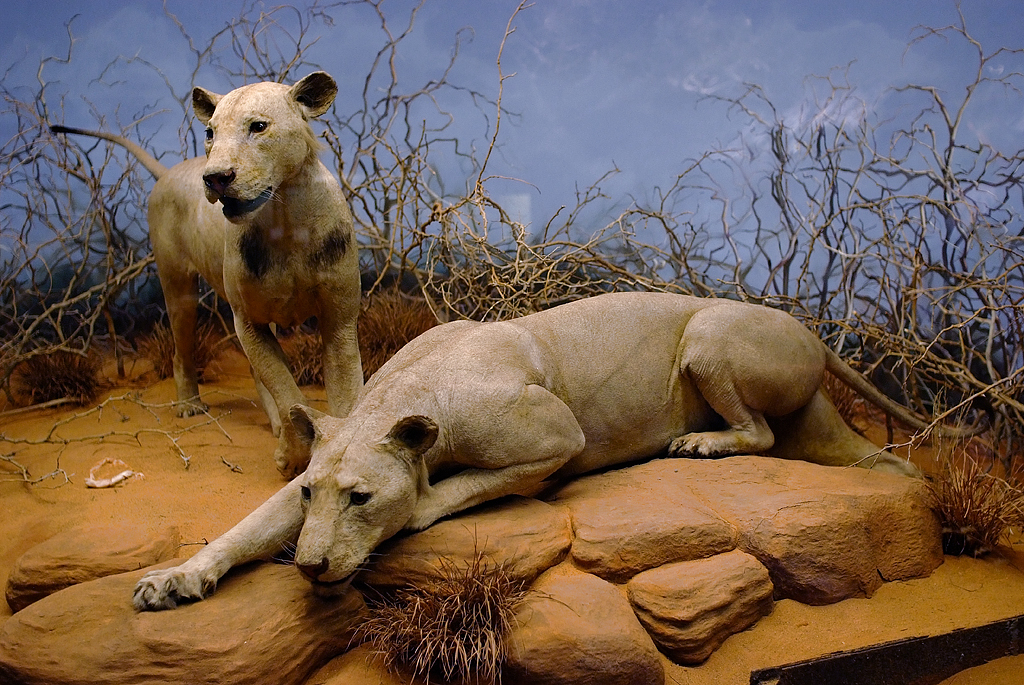
Los auténticos leones devoradores de hombres de Tsavo, disecados y en exhibición en el Museo Field de Historia Natural en Chicago.

Los devoradores de hombres de Tsavo fue el sobrenombre puesto a dos leones devoradores de hombres que, entre marzo y diciembre de 1898, mataron y devoraron a varias decenas de trabajadores de la construcción del Ferrocarril Kenia-Uganda.

## Historia

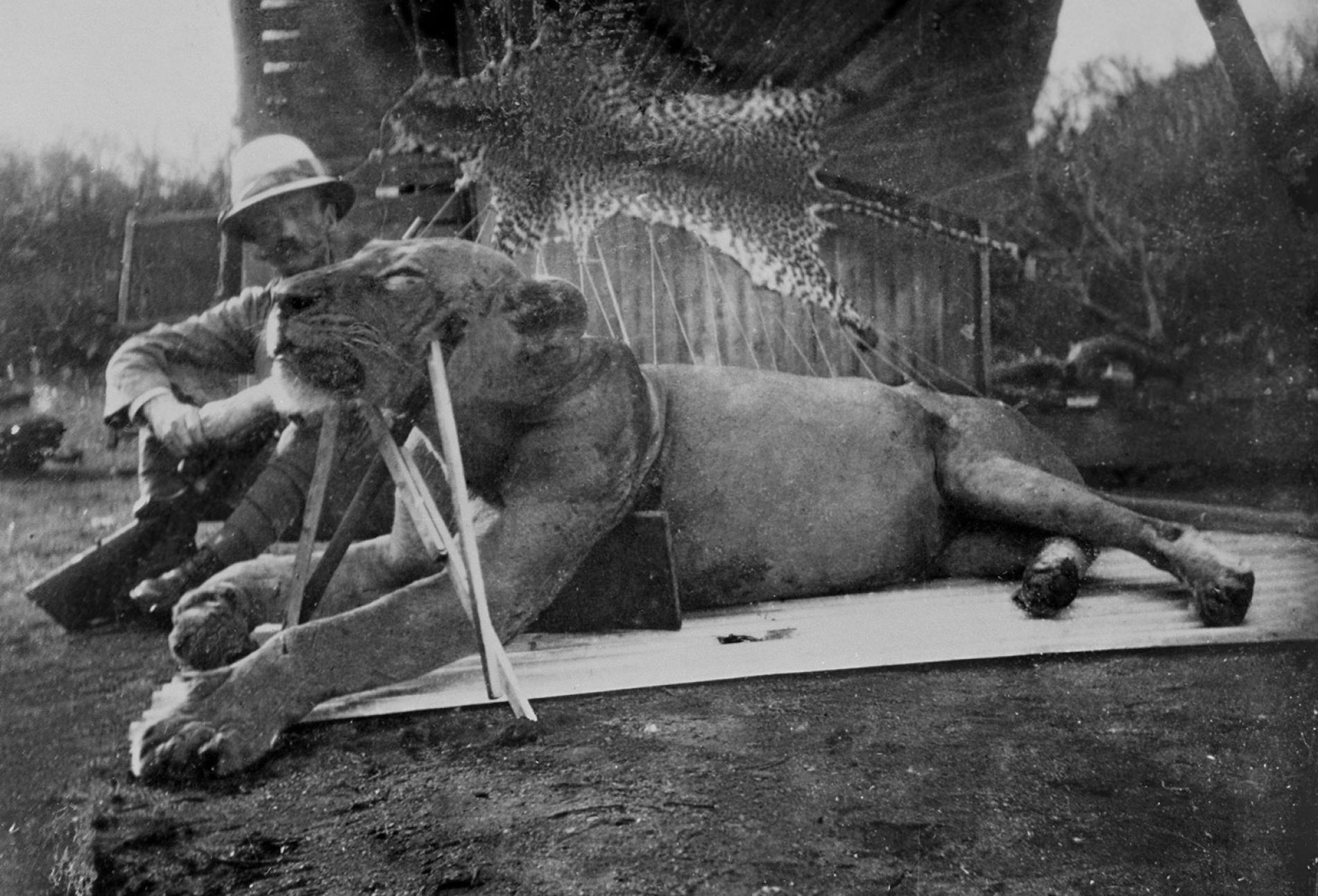
El teniente coronel Patterson junto al primero de los leones abatidos (1898).

En marzo de 1898, durante la construcción del Ferrocarril de Kenia-Uganda, el teniente coronel John Henry Patterson llegó para asumir el puesto de ingeniero en la construcción de un puente ferroviario sobre el río Tsavo, en Kenia. Durante el periodo de construcción, muchos de los trabajadores indios fueron atacados y muertos por dos ejemplares machos del león de Tsavo (característicos por su ausencia de melena), los cuales durante las noches arrastraban a los trabajadores fuera de sus tiendas de campaña para devorarlos. Los trabajadores construyeron bomas (vallas de arbustos espinosos) en torno a su campamento para mantener alejados a los devoradores de hombres, pero éstos fueron capaces de burlarlas. Patterson colocó trampas y trató varias veces de emboscar a los leones subido a un árbol durante la noche. Después de repetidos esfuerzos infructuosos, finalmente disparó contra el primer león el 9 de diciembre de 1899. Tres semanas más tarde, localizó y abatió a la segunda bestia. El número exacto de personas muertas por los leones no está claro. Durante el transcurso de su vida, Patterson dio varias cifras diferentes, afirmando en una ocasión que habían llegado a las 235 víctimas. Investigaciones recientes (véase abajo) indican que el número fue más probablemente de 35.

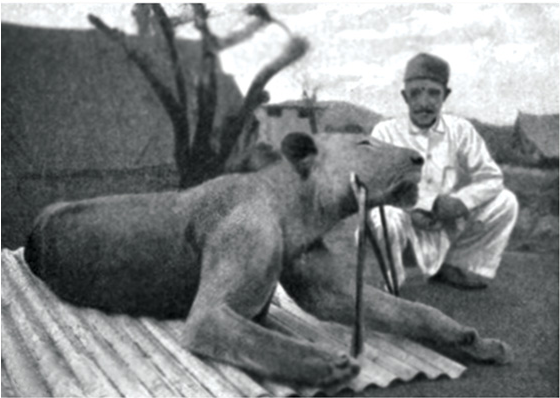
El segundo de los leones devoradores de hombres de Tsavo.

Patterson escribió en su relato que el primer león fue herido con la bala de un fusil Martini-Enfield calibre 7,70 mm (.303). Este disparo hirió al león en los cuartos traseros, pero se escapó. El león volvió por la noche y empezó a perseguir a Patterson, incluso cuando éste trataba de cazarlo. Le disparó varias veces con un Lee-Enfield calibre 7,70 mm (.303), y por la mañana le siguió el rastro, encontrándolo muerto con cinco heridas de bala en el cuerpo. El segundo león recibió otros cinco disparos con un Lee-Enfield calibre 7,70 mm (.303), y se las arregló para levantarse y contraatacar aún en tan severas condiciones, por lo cual le disparó dos veces más con una carabina Martini-Henry, una vez en el pecho y otra en la cabeza, lo que acabó con su vida. Patterson afirmó que el depredador murió mordiendo la rama de un árbol caído, tratando de alcanzarle.
Las pieles de los leones estuvieron como alfombras en casa de Patterson durante más de dos décadas, hasta que fueron vendidas al Museo Field de Chicago en 1924 por una suma de 5000 dólares estadounidenses. Las pieles llegaron al museo en muy malas condiciones, por lo que los leones tuvieron que ser reconstruidos y ahora están en exposición permanente junto a sus cráneos originales. Los leones disecados no tienen las monstruosas medidas que afirmaba Patterson, ya sea porque él exageró su tamaño o porque sus pieles habían sido recortadas para convertirlas en alfombras. 
El relato de Patterson fue publicado en 1907 con el título de Los devoradores de hombres de Tsavo.

## Investigación moderna

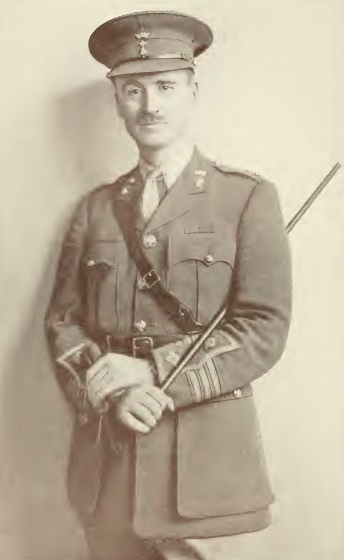
John Henry Patterson.

Los dos ejemplares de león que se encuentran en el Museo Field de Chicago son conocidos como FMNH 23970 (muerto el 9 de diciembre) y FMNH 23969 (muerto el 29 de diciembre). Recientemente se han hecho investigaciones por medio de firma isotópica de Δ13C y nitrógeno-15 en su colágeno óseo y la queratina de su pelo. Teorizando que cada víctima humana tenía 20 kg de tejido consumible y que la firma isotópica de la carne humana es diferente de la de las presas habituales del león, este análisis sugiere que el FMNH 23969 consumió un equivalente a 10,5 seres humanos, y el FMNH 23970,
24,2. Con esto se concluye que el número total de víctimas fue menor a 35 y que Patterson exageró en sus afirmaciones.

## Posibles causas de su comportamiento depredador
Diversas teorías sobre la conducta 'devorahombres' han sido revisadas por Kerbis Peterhans y Gnoske (2001), y Patterson (2004). Las hipótesis son las siguientes: 
- Un brote de peste bovina en 1898 diezmó las presas habituales de los leones, forzándolos a buscar fuentes alternativas de alimento.
- Los leones podían haberse acostumbrado a ingerir los cadáveres humanos que encontraban cruzando el río Tsavo. Caravanas de esclavos con destino a Zanzíbar atravesaban habitualmente el río.
- Los leones fueron atraídos por las cremaciones apresuradas de los trabajadores hindúes.

Un argumento alternativo indica que el primer león tenía un diente seriamente dañado, lo que habría puesto en peligro su capacidad para matar a las presas naturales. Evidencia de esto se presenta en una serie de documentos revisados por Neiburger y Patterson (2000, 2001, 2002) y el libro de Bruce Patterson (2004).  

## Cultura popular
El libro de Patterson fue la base para las películas Bwana Devil (1952) y The Ghost and the Darkness (titulada Los demonios de la noche en España, 1996 o Garras: El fantasma y la oscuridad en Latinoamérica), esta última con el actor Val Kilmer en el papel de Patterson.